# Rentsch (Bozen)

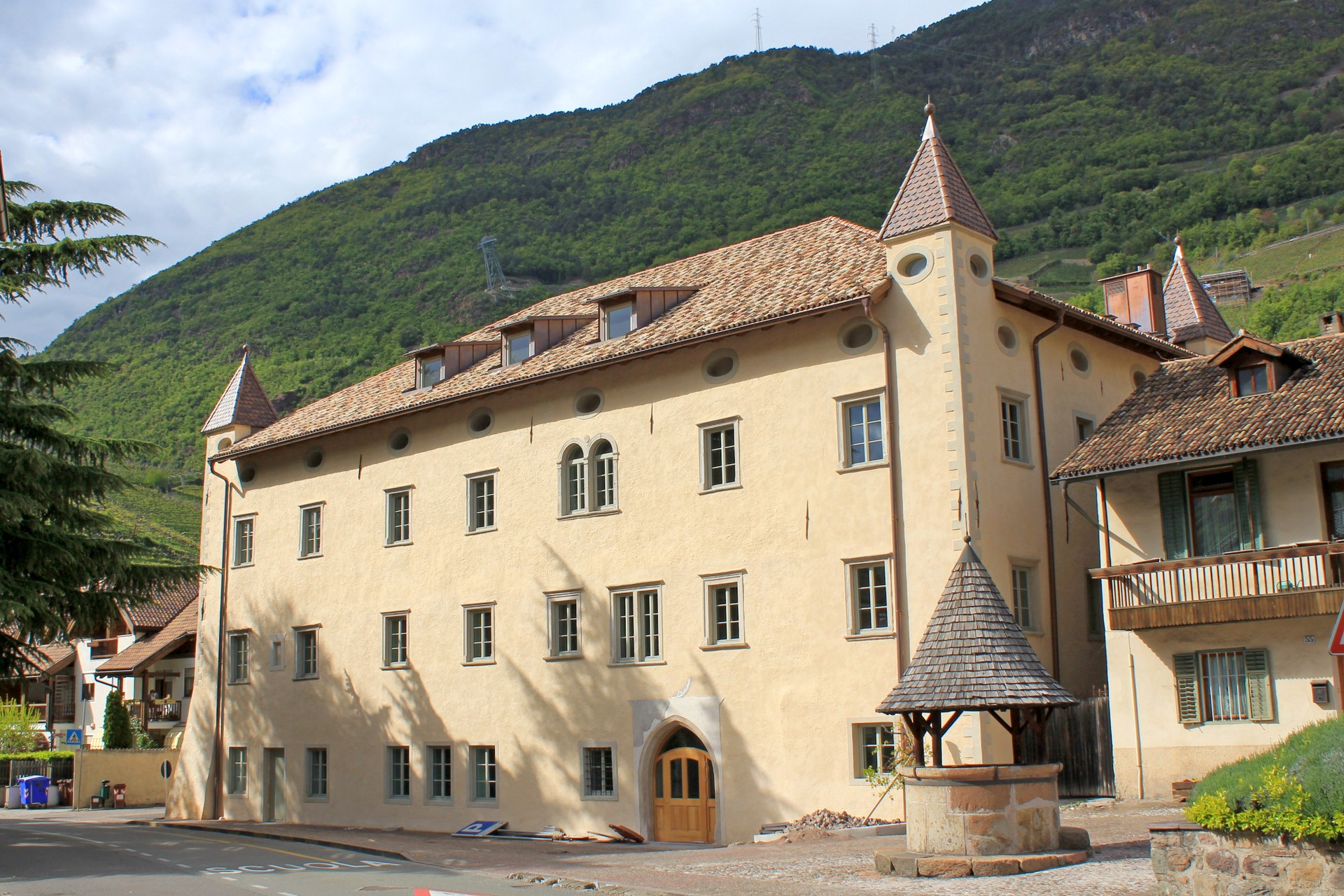
Das Lammwirtshaus (Ansitz Windegg) in Rentsch

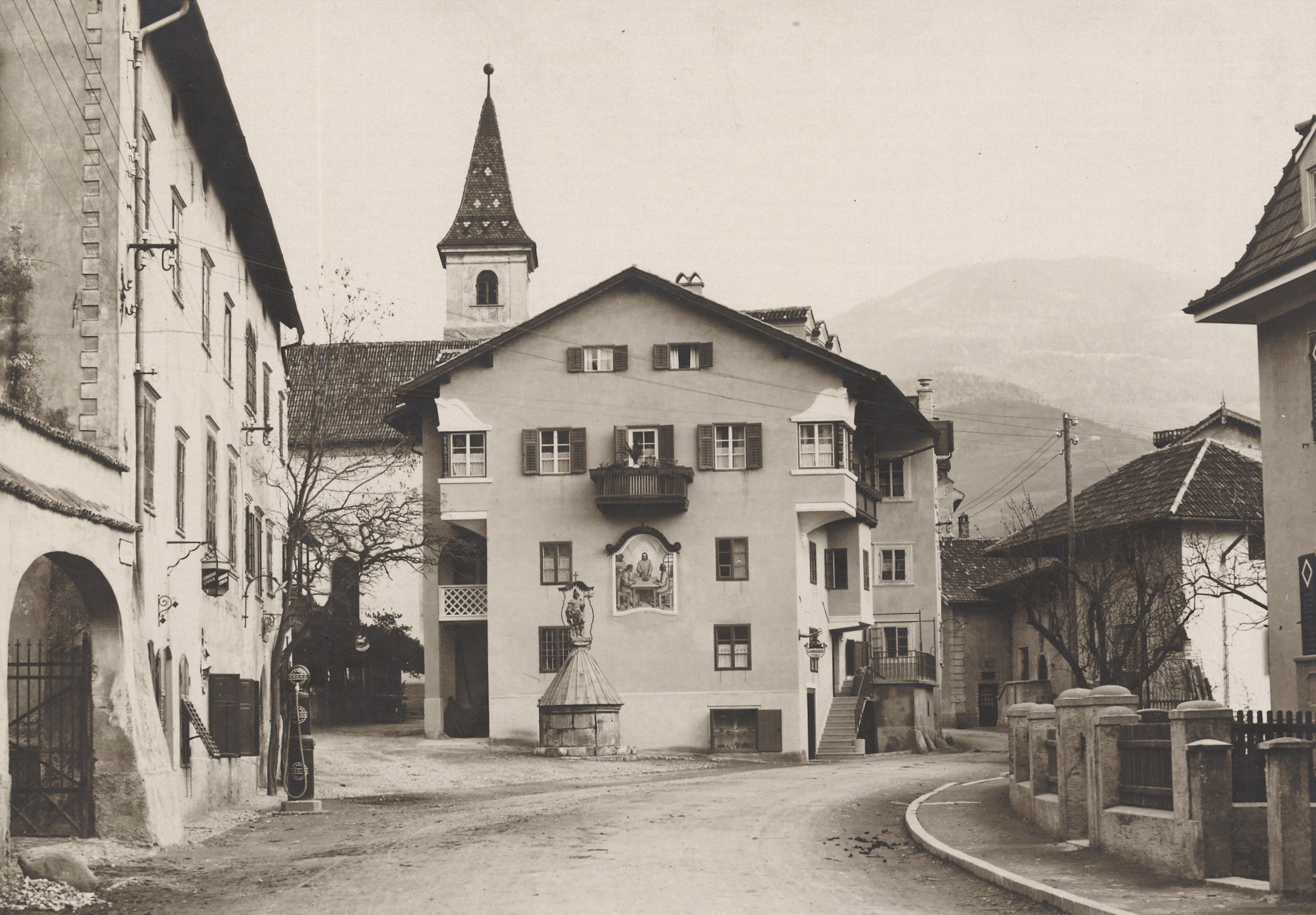
Die Ortsmitte von Rentsch mit Brunnen samt Florianistatue, Pfarrwidum und St. Lorenz im Jahr 1925

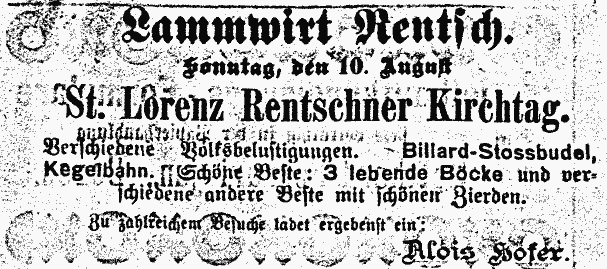
Rentscher Kirchtag von 1902, angekündigt in den Bozner Nachrichten

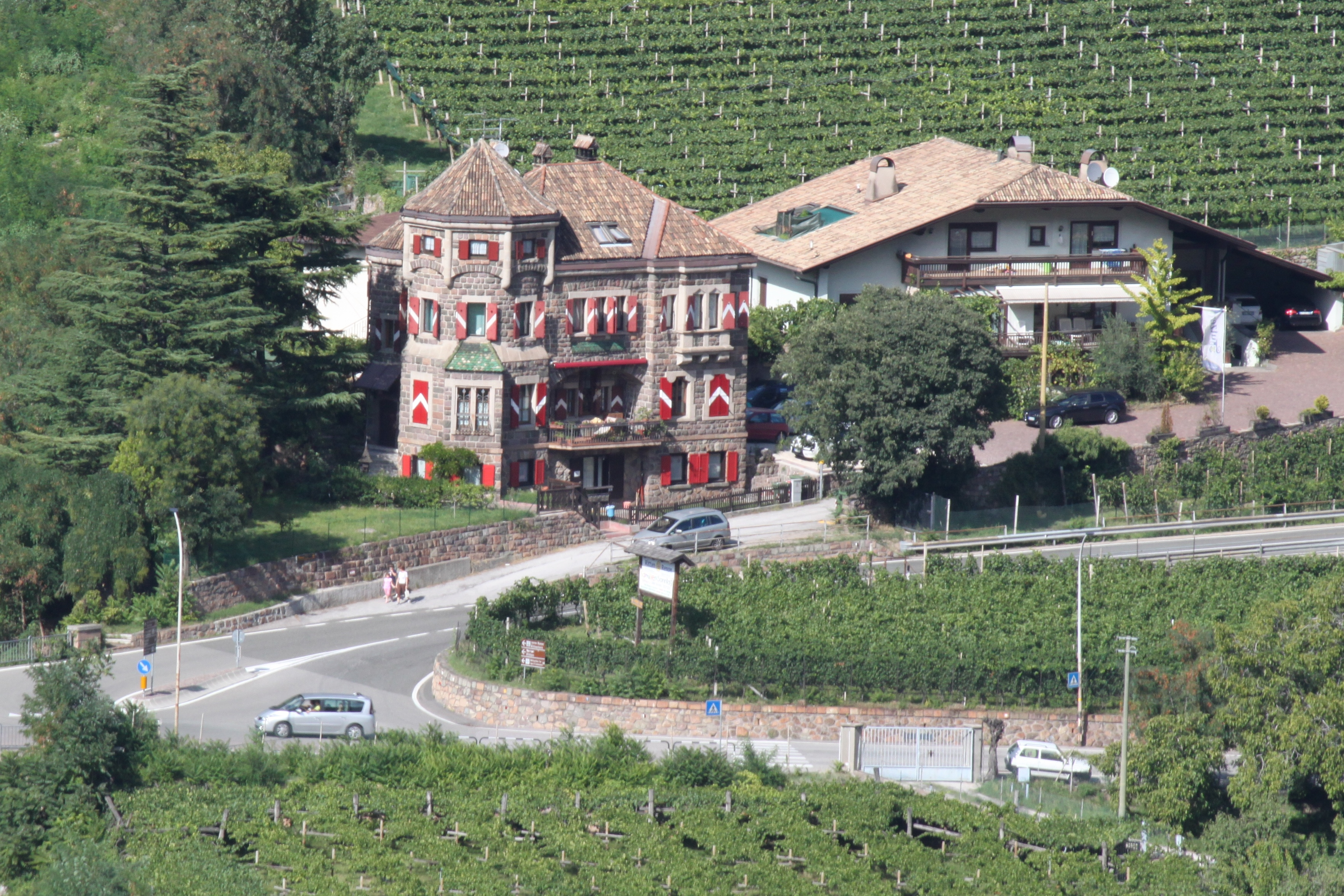
Das Zollhäuschen in Rentsch

Rentsch ist ein Stadtteil von Bozen, ehemals der alten Landgemeinde Zwölfmalgreien zugehörig und heute Teil des Stadtviertels Zentrum-Bozner Boden-Rentsch. Er liegt östlich des Stadtzentrums am Hangfuß des Rittner Bergs. Darüber erstrecken sich die Hänge von St. Magdalena, darunter befindet sich im Talgrund Richtung Eisack der Bozner Boden und im Osten wird der Stadtteil gegen St. Justina durch den Rivelaunbach abgegrenzt.
Der Ortsname ist ersturkundlich in einer Traditionsnotiz von 1142–1170 genannt, in der Martin von Villanders dem Kloster Neustift einen Weinberg in loco qui dicitur Ronz schenkungshalber überträgt.
So wie andere Randsiedlungen des Bozner Beckens ist auch Rentsch älter als der im späten 12. Jahrhundert weitgehend planmäßig gegründete Altstadtbereich Bozens und bereits seit dem 11. Jahrhundert urkundlich bezeugt. Der alte Ortsmittelpunkt von Rentsch ist die St.-Lorenz-Kirche. Neben dieser befinden sich das herrschaftliche Lammwirtshaus (Lamplhaus, Könighof, Ansitz Windegg), in dem heute das Schulmuseum Bozen untergebracht ist. Hinter dem Lamplhaus befindet sich die deutsche Grundschule „Karl Felix Wolff“, ein historistischer Bau von 1928.
Durch Rentsch verläuft der alte Brennerweg, der sich in vormoderner Zeit in den über den Ritten führenden, sogenannten Kaiserweg bzw. über Kardaun in den durch die Eisackschlucht führenden Kuntersweg verzweigte. Die alte Wegeverbindung durch Rentsch hieß früher auch Hoher Weg oder Brochner Weg und ist bereits 1307 als „Prochenwege“ urkundlich bezeugt. Die Rentscher Straße wurde 1917 durch den Bozner Stadtbaumeister Gustav Nolte ausgebaut und verbreitert.
In der Landgerichtsordnung von Gries-Bozen aus dem Jahr 1487 erscheint mit Vlrich Stellner  ein eigener Viertelhauptmann „zu Róntsch / margreidt ze Róntsch“, welcher zugleich als landesfürstlicher Steuereinnehmer fungiert.
Obwohl von zahlreichen neuen Wohngebäuden bestimmt, weist Rentsch noch immer eine hohe Anzahl von alten Bauernhöfen auf, die hauptsächlich Weinwirtschaft betreiben. Dazu gehören etwa die Höfe Griesbauer, Pignater, Triangl, Pfannenstiel, Huck im Bach, Falser und Glöggl. Historisch wurde zu Rentsch auch der Bozner Boden gerechnet, also die unterhalb in der Talsohle gelegenen Flächen bis zum Eisack, die heute in erster Linie durch Gewerbegebiete verbaut sind. Beachtlich ist der am Beginn der Rittner Auffahrt gelegene Ansitz Waldgries. Wenig darunter befindet sich das 1900 errichtete Zollhaus an der Talfer, das zur Zeit des Faschismus von seinem ursprünglichen Standort an der Talferbrücke mittels Ab- und Wiederaufbau nach Rentsch transferiert wurde.
Zum Rentscher Vereinsleben zählen der 1994 begründete Fußballverein FC Rentsch und der ehemalige Eishockeyclub HC Rentsch, der 1984 im EV Bozen 84 aufging.
Der Rentscher Kirchtag findet alljährlich am 10. August rund um den alten Ziehbrunnen (Ziggl) statt, der 1977/78 ausgegraben und renoviert und zum Namensgeber eines jährlichen Stadtteilfests wurde, das am 10. August (dem Tag des hl. Laurentius) als Zigglfest begangen wird. Der Tiefbrunnen selbst ist durch einen nunmehr in der Rentscher Taufkapelle aufgestellten Grundstein datiert, der die Errichtung im Jahr 1608 dokumentiert. Eine ehemals vorhandene Florianistatue an der Brunnenbedachung ist abhandengekommen.

## Persönlichkeiten
- Richard Staffler (1880–1962), Jurist und Heimatforscher